# Andrea Caron
Andrea Caron (Rosà, 14 giugno 1848 – Montecassino, 29 gennaio 1927) è stato un arcivescovo cattolico italiano.

## Biografia
L'8 luglio 1905 fu eletto vescovo coadiutore di Ceneda, titolare di Argo; fu consacrato il 1º ottobre dello stesso anno. Succedette al vescovo Sigismondo Brandolini Rota l'8 gennaio 1908.
Il 29 aprile 1912 fu trasferito alla sede arcivescovile di Genova ma non poté prendere possesso della sua nuova sede avendo il governo italiano negato l'exequatur alla sua nomina.
Era considerato un rigido antimodernista e, in forza di questa prerogativa, era stato nominato arcivescovo di Genova da papa Pio X.
Alla nomina si oppose, dietro suggerimento del prefetto di Genova, il ministro guardasigilli del Regno d'Italia, Camillo Finocchiaro Aprile.
(Mauro Bocci, Genova e Roma tra Risorgimento e Novecento, in La Casana, nº 4 del 2004)
In realtà il papa non dispose l'interdetto nei confronti della città ma si limitò a disporre che nell'Arcidiocesi fossero sospese tutte le funzioni pontificali proprie del Vescovo, provvedimento che fu ritirato in concomitanza con la nomina di Tommaso Pio Boggiani come amministratore apostolico.
Il nuovo pontefice, il genovese Benedetto XV, si prodigò per risolvere la questione fino ad ottenere l'exequatur per monsignor Caron; tuttavia, su richiesta dello stesso prelato che riteneva inopportuno il suo insediamento a Genova, nel dicembre 1914 elesse nuovo arcivescovo di Genova il mite Ludovico Gavotti.
Monsignor Caron il ricevette il titolo di Calcedonia il 22 gennaio 1915 e si trasferì a Roma dove ricoprì alcuni incarichi curiali prima di ritirarsi a Montecassino dove morì il 29 gennaio 1927.

## Genealogia episcopale
La genealogia episcopale è:
- Cardinale Scipione Rebiba
- Cardinale Giulio Antonio Santori
- Cardinale Girolamo Bernerio, O.P.
- Arcivescovo Galeazzo Sanvitale
- Cardinale Ludovico Ludovisi
- Cardinale Luigi Caetani
- Cardinale Ulderico Carpegna
- Cardinale Paluzzo Paluzzi Altieri degli Albertoni
- Papa Benedetto XIII
- Papa Benedetto XIV
- Papa Clemente XIII
- Cardinale Marcantonio Colonna
- Cardinale Giacinto Sigismondo Gerdil, B.
- Cardinale Giulio Maria della Somaglia
- Cardinale Carlo Odescalchi, S.I.
- Cardinale Costantino Patrizi Naro
- Cardinale Lucido Maria Parocchi
- Vescovo Antonio Feruglio
- Arcivescovo Andrea Caron